# Alfred Zeisler

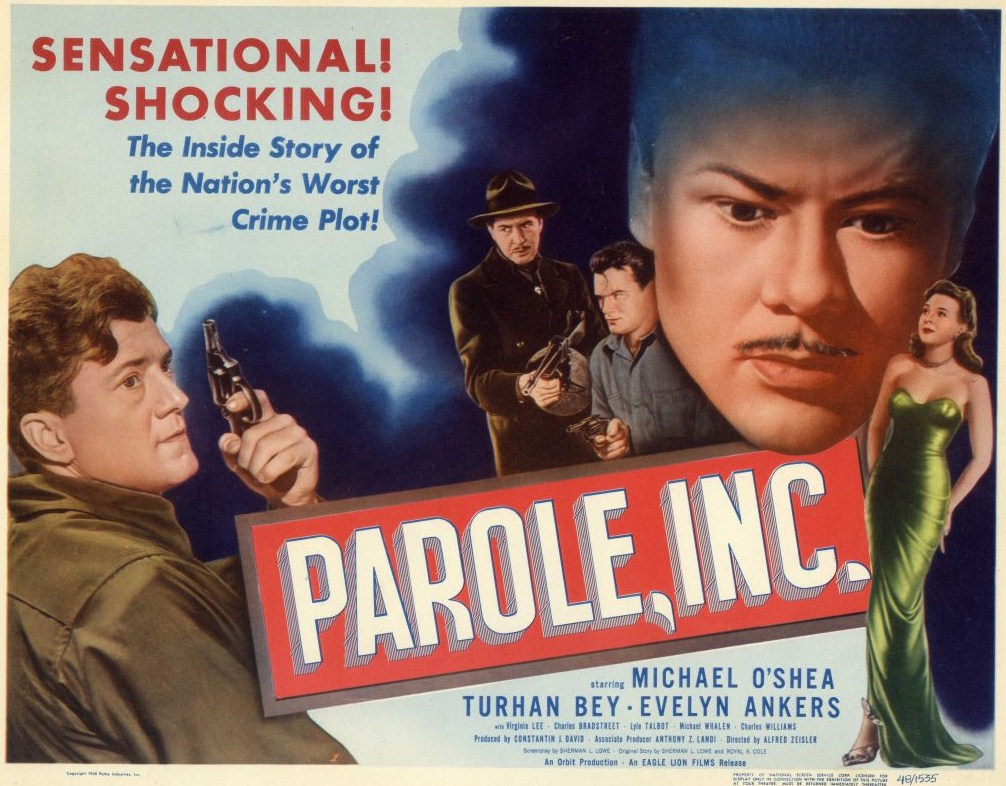
Poster de Parole, Inc. (1948, réalisateur)

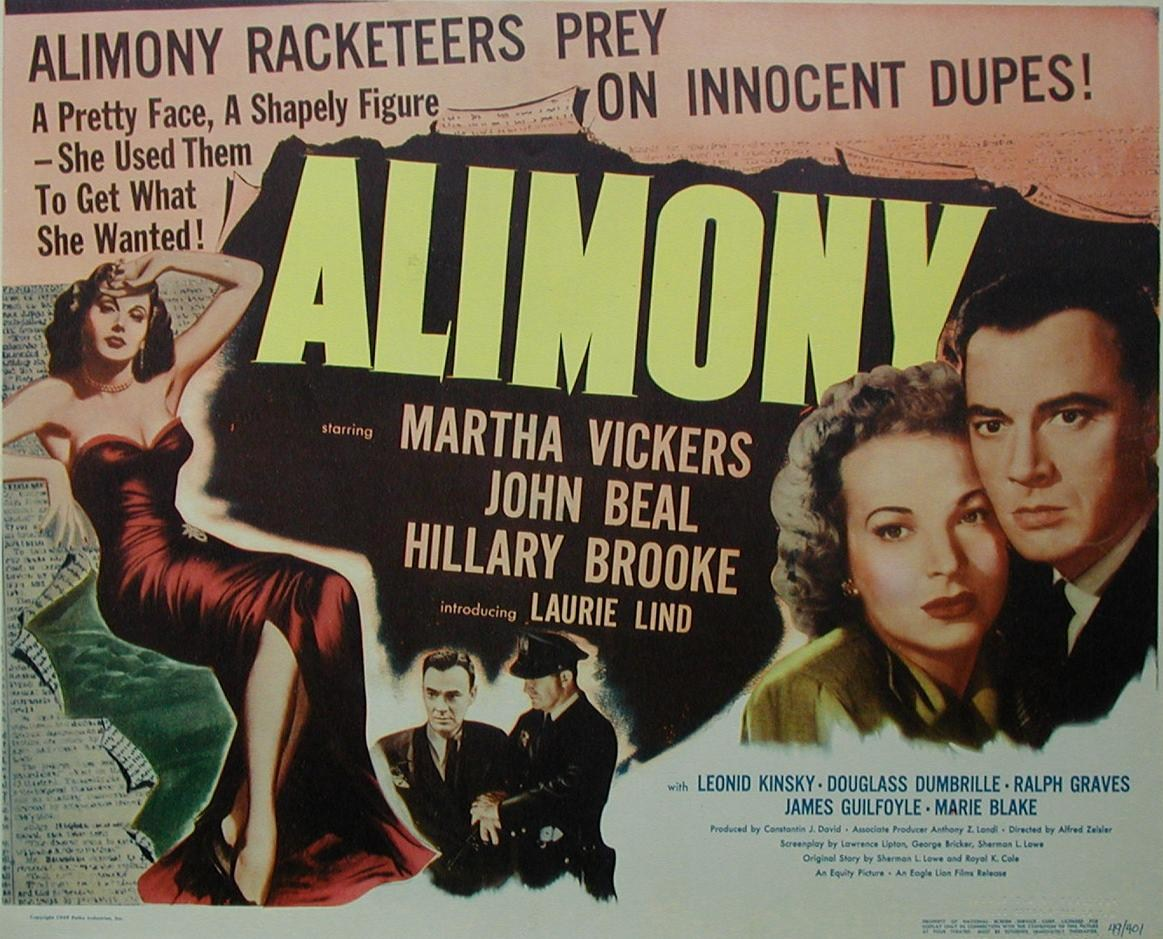
Poster d’Alimony (1949, réalisateur)

Alfred Zeisler, né le 26 septembre 1897 à Chicago (Illinois), mort le 1er mars 1985 sur l'Île Camano (État de Washington), est un acteur, producteur, réalisateur et scénariste américain d'origine allemande.

## Biographie
Né à Chicago, d'un père allemand acteur de théâtre alors en tournée aux États-Unis, Alfred Zeisler commence sa carrière en Allemagne. Comme réalisateur, après une première expérience sur un court métrage d'animation sorti en 1924, il dirige huit films allemands sortis de 1930 à 1933.
À la suite de l'avènement du nazisme, il quitte l'Allemagne en 1935 et transite par le Royaume-Uni, où il réalise trois films britanniques sortis en 1936 et 1937, dont Service de renseignements (1936, avec Cary Grant et Mary Brian).
Puis il s'installe définitivement aux États-Unis, où il réalise quatre films américains sortis entre 1944 et 1949, dont Parole, Inc. (1948, avec Michael O'Shea, Turhan Bey et Evelyn Ankers) et Alimony (en) (1949, avec Martha Vickers, John Beal et Hillary Brooke).
Comme producteur, on lui doit quasi exclusivement des films allemands (exception faite du film britannique Service de renseignements déjà cité), sortis de 1927 à 1935, dont quelques versions françaises alternatives. Notamment, il produit Viktor und Viktoria de Reinhold Schünzel (1933, avec Renate Müller dans le double rôle-titre), ainsi que sa version française réalisée par Reinhold Schünzel et Roger Le Bon, titrée Georges et Georgette et sortie en 1934, avec Julien Carette et Meg Lemonnier. Autre exemple, il produit (et réalise) Der Stern von Valencia (1933, avec Hans Deppe), ainsi que sa version française, L'Étoile de Valencia de Serge de Poligny (1933 également, avec Jean Gabin et Brigitte Helm).
Comme scénariste, il collabore à six films allemands entre 1922 et 1928, puis aux deux premiers films américains qu'il réalise.
Comme acteur, Alfred Zeisler apparaît dans deux films allemands de 1928 et 1930, avant huit films américains sortis de 1943 à 1953 (où il est généralement non crédité, comme dans L'Affaire Cicéron de Joseph L. Mankiewicz en 1952, avec James Mason et Danielle Darrieux). Il tient son seul rôle crédité dans L'Oiseau de paradis de Delmer Daves (version de 1951, avec Debra Paget et Louis Jourdan).
Par ailleurs acteur de théâtre (dès sa période allemande), il joue à Broadway (New York) en 1943, dans la pièce The Barber Had Two Sons, aux côtés de Joseph Wiseman et Blanche Yurka.

## Filmographie

### Période allemande (1922-1935)
(sélection)
- 1924 : Die große Liebe einer kleiner Tänzerin (court métrage d'animation ; réalisateur)
- 1927 : Arme kleine Colombine de Franz Seitz (producteur)
- 1928 : Schuldig de Johannes Meyer (producteur)
- 1928 : Die Carmen von St. Pauli d'Erich Waschneck (acteur et producteur)
- 1929 : Die Schmugglerbraut von Mallorca d'Hans Behrendt (producteur)
- 1929 : Trahison (Hochverrat) de Johannes Meyer (producteur)
- 1929 : Skandal in Baden-Baden d'Erich Waschneck (producteur)
- 1929 : Der Bund der Drei d'Hans Behrendt (producteur)
- 1930 : Der Schuß im Tonfilmatelier (producteur et réalisateur)
- 1930 : Die blonde Nachtigall de Johannes Meyer (acteur et producteur)
- 1931 : D-Zug 13 hat Verspätung (producteur et réalisateur)
- 1931 : Sein Scheidungsgrund (producteur et réalisateur)
- 1931 : Der Hochtourist (producteur et réalisateur)
- 1932 : Schuß im Morgengrauen (producteur et réalisateur)
- 1932 : Coup de feu à l'aube de Serge de Poligny (version française alternative de Schuß im Morgengrauen ; producteur)
- 1932 : Strich durch die Rechnung (producteur et réalisateur)
- 1932 : Rivaux de la piste de Serge de Poligny (version française alternative de Strich durch die Rechnung ; producteur)
- 1933 : Heideschulmeister Uwe Karsten de Carl Heinz Wolff (producteur)
- 1933 : Der Stern von Valencia (producteur et réalisateur)
- 1933 : L'Étoile de Valencia de Serge de Poligny (version française alternative de Der Stern von Valencia ; producteur)
- 1933 : Eine tür geht auf (producteur et réalisateur)
- 1933 : Viktor und Viktoria de Reinhold Schünzel (producteur)
- 1934 : Georges et Georgette de Reinhold Schünzel et Roger Le Bon (version française alternative de Viktor und Viktoria ; producteur)
- 1934 : Gold de Karl Hartl (producteur)
- 1934 : L'Or de Karl Hartl et Serge de Poligny (version française alternative de Gold ; producteur)
- 1934 : Schloß Hubertus d'Hans Deppe (producteur)
- 1935 : Der junge Graf de Carl Lamac (producteur)

### Période britannique (1936-1937)
(intégrale)
- 1936 : Service de renseignements (The Amazing Quest of Ernest Bliss) (producteur et réalisateur)
- 1936 : Crime sur Londres (Crime Over London) (réalisateur)
- 1937 : Make-Up (réalisateur)

### Période américaine (1943-1953)
(intégrale)
- 1943 : Tonight We Raid Calais de John Brahm (acteur)
- 1943 : Mission à Moscou (Mission to Moscow) de Michael Curtiz (acteur)
- 1943 : Intrigues en Orient (Background to Danger) de Raoul Walsh (acteur)
- 1944 : Enemy of Women (réalisateur et scénariste)
- 1945 : La Maison de la 92e Rue (The House on 92nd Street) d'Henry Hathaway (acteur)
- 1946 : Frayeur (Fear) (réalisateur et scénariste)
- 1948 : Parole, Inc. (réalisateur)
- 1949 : Alimony (réalisateur)
- 1951 : L'Oiseau de paradis (Bird of Paradise) de Delmer Daves (acteur)
- 1952 : L'Affaire Cicéron (Five Fingers) de Joseph L. Mankiewicz (acteur)
- 1952 : Deux Durs à cuire (What Price Glory) de John Ford (acteur)
- 1953 : Les Rats du désert (The Desert Rats) de Robert Wise (acteur)

## Théâtre (sélection)
- 1943 : The Barber Had Two Sons de Thomas Duggan et Thomas Hogan, avec Joseph Wiseman, Blanche Yurka (comme acteur, à Broadway)